# Rhynchopyga bifasciata
Rhynchopyga bifasciata är en fjärilsart som beskrevs av Max Wilhelm Karl Draudt 1917. Rhynchopyga bifasciata ingår i släktet Rhynchopyga och familjen björnspinnare. Inga underarter finns listade.